# فرخندة
فرخندة ملكيزاده (باتشو: فرخنده ملکزاده) هي سيدة أفغانية ذات 27 عامًا والتي تم قتلها وسحلها في العلن عن طريق عدد من الغوغائين في العاصمة الأفغانية كابل في 15 مارس عام 2015. حشد كبير تجمع حول فرخندة عندما بدأ المعتدون بإطلاق أصوات عالية، مُعلنين عن الجرائم التي زعموا أنها قامت بها.حيث أزعموا أنها حرقت القرآن الكريم، ولأجل هذا أعلن المعتدون أنها يجب أن تُقتل رحمة الله عليها

في البداية حاولت الشرطة حماية فرخندة وتفريق الحشود، لكنهم لم يستطيعوا التغلب على عدد الحشود وغضبهم.

فقاموا بمسكها وشد شعرها وضربها والبصق عليها وجرها إلى الأرض وضربها بأرجلهم وركلها في رأسها وخلع الحجاب عن ووجها. عندما رأت الشرطة خطورة الموقف حاولوا ابعادها من الحشود عن طريق الصعود على سقف محل. في ذلك الوقت ضرب شخص فرخندة بعمود خشبي في حين ألقى أشخاص أخرين عليها الألواح الخشبية والعصي. تزحلقت من على السقف وذلك الشخص مستمر في ضربها بهذا العمود الخشبي.

فقد تعرضت للضرب بوحشية وبلا رحمة حتى غابت عن الوعي. ثم جذبوا جسدها الذي فقدت الأحساس وربطوها بالسيارة وسحلوها لما يقرب من 300 متر. وألقوا عليها الحجارة وأشعلوا النيران في جثتها وشاهدوها تحترق. بل واستخدموا قطعًا من ملابسهم ليبقوا النيران مشتعلة لأن جسدها وملابسها كانت مليئة بالدم لدرجة انها لا تشتعل فيها النيران.

فقد قُتلت بعد أن جادلت مع ملا وزعم كاذبًا انها حرقت القرآن الكريم. أعلنت تحقيات الشرطة أنها لم تحرق أي شئ. تم اعتقال 49 متهم بقتلها. ثلاثة رجال بالغين تلقوا الحكم بالسجن لمدة عشرين عامًا وثماني رجالٍ أخرين تلقوا الحكم بالسجن لمدة 16 عامًا وقاصر تلقى حكم بالسجن لمدة 10 سنوات، كما تلقى 11 شرطي الحكم بسنه سجن لفشلهم لحمايه فرخندة. فقتلها والإحتاجات التي حدثت بعد تلك الجريمة ساعدت في جذب الإنتباه تجاه (حقوق المرأة في أفغانستان). وبعد ستة أشهر من مقتلها قامت النساء ببناء نصب تذكاري في موقع الحادث. ولم يتم الكشف عنه في الذكرى السنوية للجريمة.

## خلفية عامة
كانت فرخندة من المسلمات الملتزمات الاتي يرتدين الحجاب. وفي وقت الإعتداء كانت قد انتهت من شهادتها في الدراسات الأسلامية، وكانت تحضر لتصبح مدرسة. أسمها يعني الميمون والأبتهاج.
فقد سبق أن تجادلت فرخندة مع ملا يُدعى زين الدين أمام مسجد حيث تعمل كمدرسة دين، حول بيعه السحر لمسجد شاه دو شامشيرا، عند ضريح الملك ذو السيفين، وهو ضريح مقدس في كابل. حيث في أثناء الجدال أتهمها زين الدين بتدنيس القرآن. وردت عليه قائلة: 
«أنا مسلمة والمسلمون لا يحرقون القرأن!»
مئات من المواطنين الغاضبين تدفقوا إلي الضريح عقب سماع اتهام الملا لها. وصلت الشرطة وحاولت أن تأخذ فرخندة إلى مبني الدائرة الإنتخابية المحلية والذي بيعد ميل واحد، لكنها رفضت، وطلبت أن تصاحبها شرطية إلى هناك.
واستطاع الجموع أن يأخذوا فرخندة ألي الشارع حيث بدأوا في رميها على الأرض وضربها وركلها. حضر المزيد من رجال الشرطة، وأطلقوا عدة أعيرة نارية في الهواء واستطعوا تفريق الجموع مؤقتًا. ثم أخذوها إلي الضريح مرةً أخرى في محاولة لحمياتها. ومع ازدياد عدد الجموع وإنتشار الشائعات حول أنها كانت تعمل مع أمريكيين، حاول الجموع الغاضبون إقتحام جدران الضريح. جعلتها الشرطة تصعد للسطح في محاوله لجعلها تهرب، لكن فرخندة تزحلقت ووقعت في الجموع الغاضبين.

قامت الجموع الغاضبة بجررتها تجاه الشارع وضربها بوحشية ودعسها بأرجلهم. فقد ضُربت بالعصى والحجارة خارج المسجد، ثم وضعوها في الطريق وربطوها بالسيارة ساحلين جسدها لمدة 300 قدم. لم تبدِ الشرطة أي مقاومة، ووجهت حركة المرور تجاة مسرح الجريمة. ثم جرجروا جسدها قرب ضفة نهر كابل، ثم أخذوا يضربوها بالحجارة وأشعلوا فيها النيران. جثمانها كان مغطى بالدم فلم يشتعل، لذلك قاموا بأخذ قطع من ملابسهم ووضعها عليها لتشتعل النيران بها.

اتهم والدي فرخندة الملا التي كانت تتحدث معه بالتحريض على القتل. فطبقًا لقناة طلوع الأفغانية فقد قام بأتهامها بصوتًا عالي بحرق القرأن لإنقاذ حياته وعمله. وقال شاهد عيان أن الجموع كانوا يهتفون ضد أمريكا وضد الديموقراطية أثناء ضربهم فرخندة. فقد عثر الجموع على فيديو يُثبت أنها كانت تتعامل مع الأمريكيين وأنها موظفة في السفارة الفرنسية.

## ردود الأفعال

### رد فعل جمهوري في أفغانستان
ووعدد من المسؤولين في الحكومة ذهبوا إلى موقع التواصل الاجتماعي (الفيس بوك) بعد الحادثة مباشرةً لتأييد الجريمة. المتحدث الرسمي بأسم شرطة كابل حشمت ستانيكزاي-على سبيل المثال- كتب أن فرخندة«فكرت كغيرها من غير المؤمنين، أن هذه الأهانة سوف تجعلهم يحصلون على الجنسية الأمريكية أو الأوروبية، لكنهم قبل أن يوصلوا إلي هدفهم لقوا حتفهم.» نائب وزير الثقافة والأعلام سيمين غزال حسناده أيد إعدام تلك لمرأة لأنها «تعمل من أجل الكفار» زلامي زعبولي رئيس لجنة الشكاوى في مجلس الشيوخ في البرلمان قام بنشر صورة لفرخندة وعليها تلك الرسالة«هذه شخصية بشعة ومكروها تمت معاقبتها من قِبل المواطنين المسلمين بسبب أعمالها.لذلك فهم بثبتون لخالقها أن الأفغان يريدون فقط الأسلام ولا يمكنهم التسامح مع الإمبرالية والردة والجواسيس.»

وبعد أن تم الكشف عن أنها لم تحرق القرأن، رد الفعل في أفغانستانتحول إلى الغضب والصدمة. مئات من المتظاهرين الغاضبين خرجوا إلى شوارع كابل تنديًا بمقتلها في 23 مارس، وتحرك المتظاهرون من حيث بدء الأعتداء على فرخندة إلي حيث ألقوها في النهر. عدد من السيدات أرتدوا قناع يحمل وجهها الملئ بالدم بينما البعض الأخر ندد بالحكومة أنها لا تستطيع أن تجلب الأمن لأفغانستان.شكرية باركزاي عضو في البرلمان الأفغاني عن مقاطعة كابل وناشطة حقوقية في مجال المرأة منذ وقت طويل صرحت لقناة الجزيرة أن مقتلها أثار المدينة والبلد كلها لتفكير في حقوق المرأة. صرحت أيضًا:" هذه ليست قضية رجل أو امرأة، هذه قضية أنسانية ونحن لن نسكت حتى يتحاكم المذنبين." روشان سيرين عضو سابق بالبرلمان قالت أن هذه أكبر جريمة عنف ضد المرأة حدثت في البلاد، كما أصبحت نقطة تجمع الفتيات الصغار للنضال لحماية وتقدم المرأة."

احتج والد فرخندة أن الشرطة لم تستطع أن تفعل المزيد لحمايه ابنته.
=

### الأحتجاجات
في 23 مارس تظاهرت مئات من السيدات ضد الأعتداء، مطالببن الحكومة بإعدام كل المسؤلين عن مقتل فرخندة. الأحتجاجات كانت منظمة عن طريق حزب التضامن الأافغانستاني وسكان كابل. أيضَا فإن مقتل فرخندة أصبح نقطة تجمع لناشطات حقوق المرأة في أفغانستان. وفي 24 مارس تظاهر الألاف ضد الأعتداء أمام وزارة العدل الأفغانية في العاصمة كابل. وفي27 أبريل قام الممثلون بإعادة تمثيل الأعتداء خلال المظاهرات في كابل، فيما وصفه المحللون أأنه أداء غير مسبوق للأداء المسرحي العام لذكرى وفاة أمرأة.

### رد فعل رسمي في أفغانستان
رأشرف غني أحمدزي رئيس أفغانستان أمر بعمل تحقيق في الأعتداء وبيان صادر عن مكتبه يُدين فيه الأعتداء الشديد العنف. ووصف الأعتداء بأنه «شنيع» وقال أيضَا أن مقتل فرخندة كشف أن الشرطة تركز كل جهدها على تمرد طالبان ولم تركز بما فيه الكفاية على الشرطة المحلية.

تسع رجال تمت مشاهدتهم على الفيديو في وسائل تواصل اجتماعي تم اعتقالهم في وقت لاحق. ثم بعد ذلك صرح وزير الداخلية أنه تم أعتقال 28 شخص و13 شرطيًا كمشتبه بهم كجزء من التحقيق. حشمت ستانيكزاي المتحدث الرسمي باسم شرطة كابل والذي أيد علنَا مقتل فرخندة، أُقيل من منصبة بسبب التعليقات التي قام بها على موقع التواصل الأجتماعي والتي يؤيد فيها القتلة.

وزارة الحج والشئوون الدينية الأفغانية أعلنت أنه لا يوجد دليل أن فرخندة حرقت القران.

## رد فعل دولي
أدان الأتحاد الأوروبي الأعتداء. صرحت المتحدثة الرسمية لمنسق السياسية الخارجية للاتحاد الأوروبي فيديريكا موغيريني: أن مقتل السيدة فرخندة هو تذكير مأساوي للخطر الذي تواجهه المرأة من الاتهامات الباطلة وغياب العدالة في أفغانستان. «وأضافت» نجن نأمل أن هؤلاء المسؤلون عن الجريمة تتم محاكمتهم." أدانت الولايات المتحدة تلك الجريمة، اصدرت بيانًا من سفارتها في كابل "يجب أن يُحاكم كل المسؤلين عن هذه الجريمة حتى لا يتكرر مثل هذا الأعتداء الشنيع مرة أخرى.

جلوبال تايمز الكاتب الصيني فارمان نواز (محرر بوردر تايمز باكستان) كتب «اختيار الحكام من خلال صندوق الاقتراع هو علامة إيجابية لهذا البلد، ولكن البقاء على قيد الحياة، وحتى النمو، من عقلية متطرفة حتى بعد معاناة من همجية الجماعات المتطرفة يعكس فشل فادح من قِبل الأحزاب السياسية الأفغانية.» المؤرخ الأفغاني الأمريكي على علومي قال أن جريمة مقتل فرخندة كشفت عن ثقافة الكامنة وراء العنف ووانخفاض قيمة حياة الإنسان والتي تأتي من جيل من الأفغان ترعروا في الحرب وممارسات القمع.

### رد فعل من علماء مسلمين

#### في أفغانستان
في اليوم التالي لمقتل فرخندة، أيد بعض الأمة والملا مقتلها أثناء خطبة الجمعة في المساجد.واجد منهم، الامام مولافي أياز نيازي أمام ذو شعبية لمسجد وزير أكبر خان حذر الحكومة أن أي محاولة لأعتقال الرجال الذين «حموا القران» ستؤدي إلى انتفاضة.

وبعد أن تم الكشف عن أنها لم تحرق القران، أعرب كبار علماء المسلمين في أفغانستان عن غضبه الشديد إزاء الأعتداء. أحمد على جبريل، عضو في مجلس العلماء الأفغاني لأدارة الشريعة إسلامية أدان الأعتداء بشدة واتهمها بمخالفة الإسلام. الحج نور أحمد، رجل دين محلي قال: أن الناس فاموا بإعدامها بشكل تعسفي، وهذا حرام وغير قانوني بالمرة، ومع ذلك خرج ناس وأيدوا تلك الجريمة وتمت مواجهتهم بغضب شعبي عارم.

#### في الخارج
أعرب ياسر القاضي الداعية الأسلامي البارز المحافظ عن رعبه على صفحته في الفيس بوك قائلَا: العلامة على تحضر الأمة هو كيف تعامل نسائها، أسال الله أن يعيد الشرف والأحترام الذي يستحقه نسائنا في مجتماعتنا."

ياما راسو من المجلة الأمريكية انترناشونال بوليس داجيست أدان التعصب بين الأفغان والمسلمين لقتلهم فرخندة.

## الجنازة
في 22 مارس، ارتدى عدد كبير من النساء الملابس السوداء حاملات نعش فرخندة من الأسعاف إلى مسجد ومن مسجد إلى مثواها الأخير في شيكاهانا، حي شمال كابل، وكان هذا خروجَا ملحوظَا عن التقاليد، حيث أنه في الطبيعي من يحضر الجنازات هم الرجال فقط. وبنهاية 2015، أفادت بعض التقارير أن قبر فرخندة كان نصف مكتمل.

## قضية جنائية
من بين 49 متهمًا تمت محاكمتهم في القضية، تم الحكم على أربعة رجال بالأعدام لدورهم في قتل فرخندة. وقد أصدر الحكم القاضي صفي الله مجددي في كابل في 5 مايو 2015.وحُكم علي ثمانية أخرين بالسجن لمدة 16 عامًا. وقد لوحظ سرعة المحكمة حيث لم تستمر سوى ليومان. وقد اٌنتقد الحكم حيث أن بعض المحققين يرون أن الكاهن يوجه بعض الضربات لفرخندة، ولكن تم تبرأته في الأستئناف، وتم تخفيف الحكم الإعدام الصادر بحق خادم الضريح على الرغم من حقيقة أنه من قام بإطلاق التهمة الباطلة على فرخندة وهي حرق القران الكريم.

ووفقًا لمجددي، كان لا يزال ثلاثة من المحكوم عليهم طلقاء حتى وقت الحكم 5 مايو.

وم 19 مايو، وحكم على أحد عشر من رجال الشرطة بينهم قائد شرطة محلى لمدة سنة واحدة في السجن لفشلها في حماية فرخندة.

يوم 2 يوليو عام 2015، ألغت محكمة الأستئناف أحكام الأعدام الصادرة بحق الرجال الأربعة المُدانين بجريمة القتل الجماعي. ثلاثة منهم تم تخفيف حكمهم إلى سجن 20 عامًاوالرابع أعيدت محاكمتة وتم الحكم علية ب 10 سنوات، مما أثار حفيظة الناس وخرجت التظاهرات في الشوارع لحقوق المرأة. وتمت تبرأه قائد الشرطة وخادم الضريح شاه دو شامشيرة التي وقع فيه الحادث.

وفي20 أغسطس 2015، أدت دراسة نتائج الإجراءات في هذا الشأن من قِبل لجنة من المحامين الذين تم تعينهم من قِبل الرئيس الأفغاني إلى توصية للمحكمة العليا الأفغانية أن اتعاد محاكمه المتهمين في قتل فرخندة. وفي مارس 2016، دعت لجنة المرأة في المشاركة السياسية ومنظمات المجتمع المدني الأفغانية المحكمة العليا لإعادة النظر في الحكم مرة أخرى مع المزيد من الشفافية.

## انظر أيضَا
- حقوق المرأة في أفغانستان
- جان دارك

## وصلات خارجية
- Video The Killing of Farkhunda, NYTimes, December 26, 2015
- Flawed Justice After a Mob Killed an Afghan Woman, NYTimes, December 26, 2015
- Statement, March 26, 2015, Revolutionary Association of the Women of Afghanistan (RAWA)